# Pivovar Saku

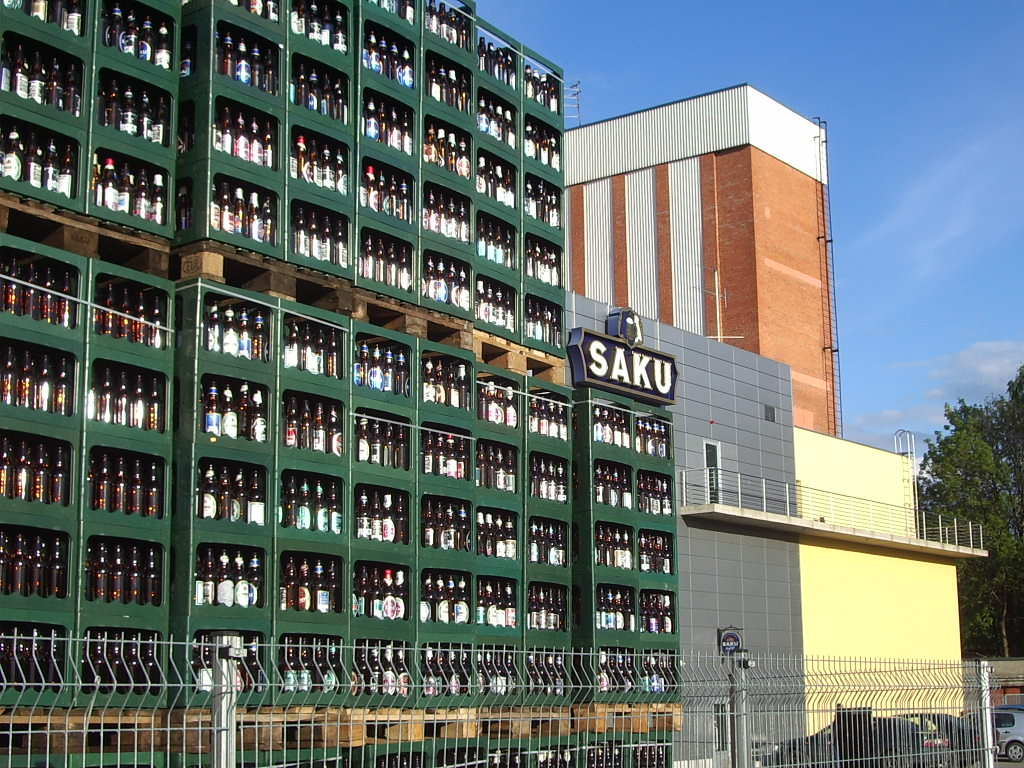
Budovy pivovaru v Saku

Pivovar Saku (estonsky Saku Õlletehas) je jeden ze dvou největších estonských pivovarů. Nachází se v městečku Saku přibližně 20 km jižně od Tallinnu. Patří mezi nejznámější estonské firmy a jeho pivo patří mezi nejznámější estonské výrobky.

## Dějiny
Pivovar v Saku byl založen v roce 1820 Karlem Friedrichem Rehbinderem, tehdejším majitelem sackého panství. Roku 1849 převzala panství včetně pivovaru šlechtická rodina Baggů. Její člen Valerian Baggo začal usilovat o rozšíření výroby a distribuce sackého piva. Díky jeho snažení se pivo ze Saku od roku 1871 pravidelně prodávalo v Tallinnu a roku 1875 získalo bronzovou medaili na veletrhu zemědělských výrobků v Kadriorgu. V letech 1876 až 1877 nechal Valerian Baggo přestavět dosavadní malý pivovar na průmyslový pivovar s parním pohonem.
Roku 1899 bylo mezi Saku a Tallinnem otevřeno železniční spojení, což výrazně napomohlo distribuci sackého piva. Rozšiřování trhu, ale zároveň zvyšování konkurence mezi estonskými pivovary vedly ještě téhož dosavadní majitele k rozhodnutí přeměnit firmu na akciovou společnost, která by vstupem na akciový trh mohla rychle získat prostředky na investice do rozšíření a další modernizace výroby. Tento záměr uspěl. Sacký pivovar se již roku 1900 stal většinovým dodavatelem piva pro Tallinn a postupným vytlačováním konkurence roku 1911 po uzavření posledního tallinnského pivovaru Revalia zcela ovládl tallinnský trh.
První světová válka vaření piva v Saku na několik let zastavila, výroba byla obnovena až po skončení estonské osvobozenecké války roku 1921. Již záhy však sacký pivovar pokračoval v předválečném růstu a během 20. let vytlačil z trhu další konkurenci a stal se monopolním výrobcem piva v severním Estonsku.
Po sovětské okupaci Estonska roku 1940 byl sacký pivovar znárodněn. Výroba byla zanedlouho opět zastavena kvůli válečným událostem a obnovena až v poválečných letech. Výroba byla restrukturalizována podle hledisek celosovětského hospodářského plánování a pokud možno bez připomínek dosavadních „buržoazních“ dějin. Pivovar vařil pivo Žiguli a Kuldne Oder („Zlatý Ječmen“).
Nový rozmach sackého pivovaru nastal po obnovení estonské samostatnosti a následné privatizaci v roce 1991. V rámci joint venture se švédským pivovarem Pripps a finským pivovarem Hartwall byl pivovar v Saku rekonstruován a kompletně modernizován, a v roce 1993 začal vařit podle nové vlastní receptury založené na předválečných zkušenostech pivo Saku Originaal. Roku 1994 následovalo pivo Rock a pak postupně celé portfolio, které je základem i dnešní produkce.
Roku 1995 se pivovar Saku změnil na akciovou společnost, která následujícího roku vstoupila na tallinnskou burzu. Roku 2008 se stoprocentním vlastníkem sackého pivovaru stal koncern Carlsberg.

## Produkce
Po většinu historie pivovaru bylo jeho jediným produktem pivo, k němuž se teprve po reprivatizaci pivovaru v roce 1991 přidaly další nápoje. Pivo však zůstává hlavní a nejznámější složkou produkce.
V současnosti (roku 2012) nabízí sacký pivovar vlastní piva Saku Kuld, Saku Originaal, Saku Originaal Ehe, Saku Hele, Saku Tume, Saku Pilsner, Saku Porter, Saku 2,8 %, Saku Dublin (Cream of Dublin), Saku Manchester (Taste of Manchester), Saku Stuttgart (Das echte hefeweizen Stuttgart), Saku On Ice, 
Karl Friedrich, Rock, Dlight (s příchutěmi Lemon, Pomegranate, Cool Mint), 
Presidendi 8, Taurus.